# 中能集团
中能集团公司 是中国一家生产的压缩天然气 （CNG）、汽车及加气站设备以及压缩天然气加气站的经营者。该公司同时生产用于石化、冶金、电力，食品及酿酒行业的各种压力容器。
中能集团成立于2004年7月，总部设在中国山东省青岛市 。